# NGC 172
NGC 172 é uma galáxia espiral barrada (SBbc) localizada na direcção da constelação de Cetus. Possui uma declinação de -22° 35' 12" e uma ascensão recta de 0 horas, 37 minutos e 13,6 segundos.
A galáxia NGC 172 foi descoberta em 1886 por Frank Müller.